# Villa Mi Sol
La Villa Mi Sol, già Villa Mon Soleil, è una storica residenza eclettica di Sanremo in Italia.

## Storia
La villa venne eretta con ogni probabilità tra il 1878 e il 1880 su progetto dell'architetto Pio Soli. Il nome originario della villa era Villa Mon Soleil; tuttavia, in ottemperanza alle disposizioni del regime, durante l'epoca fascista la proprietaria Adele de Vescovi Zanella, musicista e pianista, dovette modificarne il nome scegliendo quello attuale. Si noti come questo abbia un doppio significato, rimandando sia alle note musicali sia al nome originario: "Mi Sol", infatti, significa "Sole Mio" in lingua spagnola.

## Descrizione
La villa sorge lungo il corso Imperatrice sul lungomare di Sanremo, ed è circondata da un ampio giardino.
L'edificio presenta uno stile eclettico dalle influenze francesi. È caratterizzato da una struttura a due corpi di fabbrica, soluzione impiegata dal Soli in altre sue realizzazioni come la Villa Stefania Bevilacqua Marsaglia. Una torretta angolare tronca con finestre a oculo e copertura rivestita in squame di pesce d'ardesia caratterizza i prospetti rivolti verso mezzogiorno e occidente.

## Galleria d'immagini

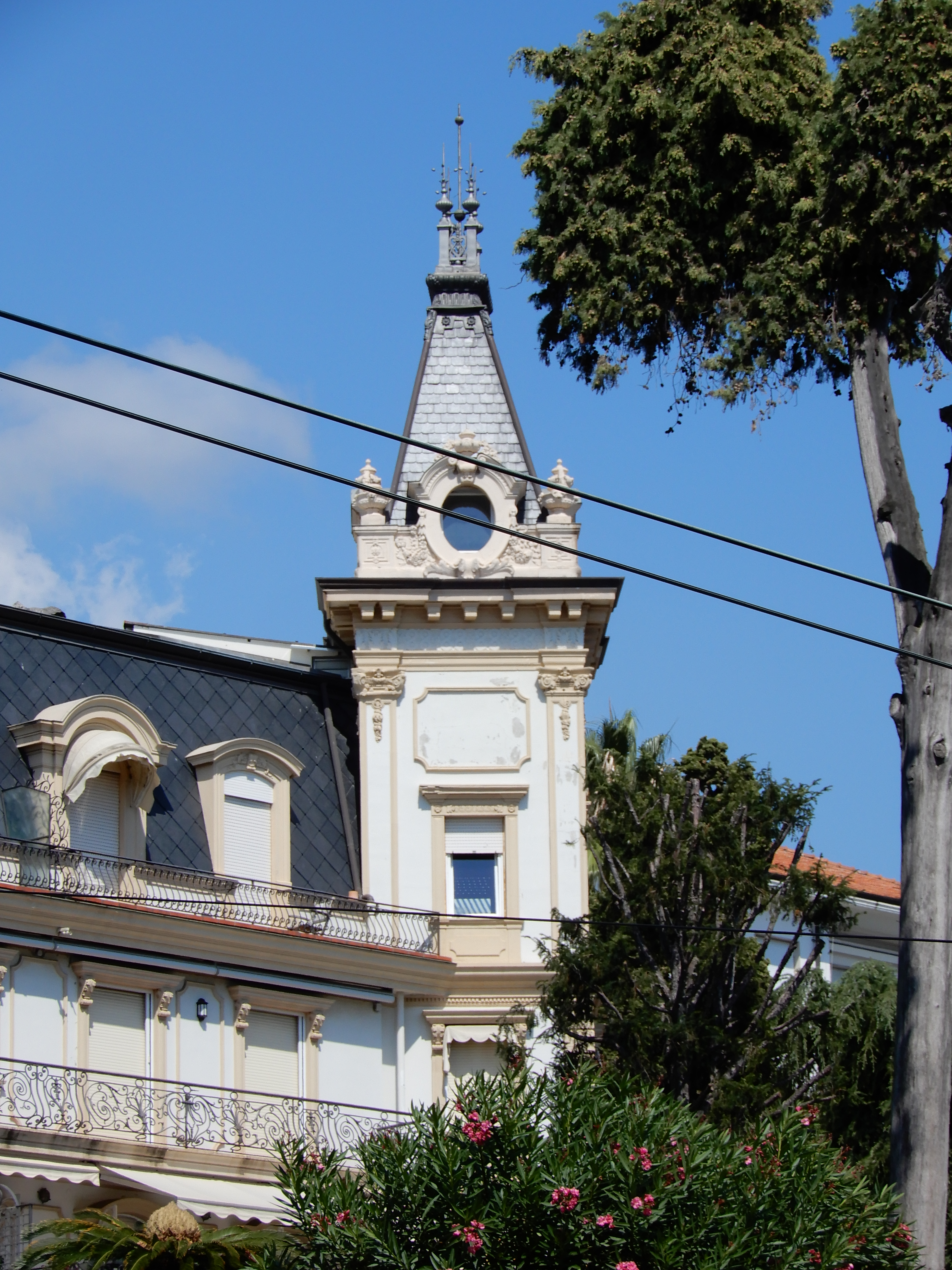
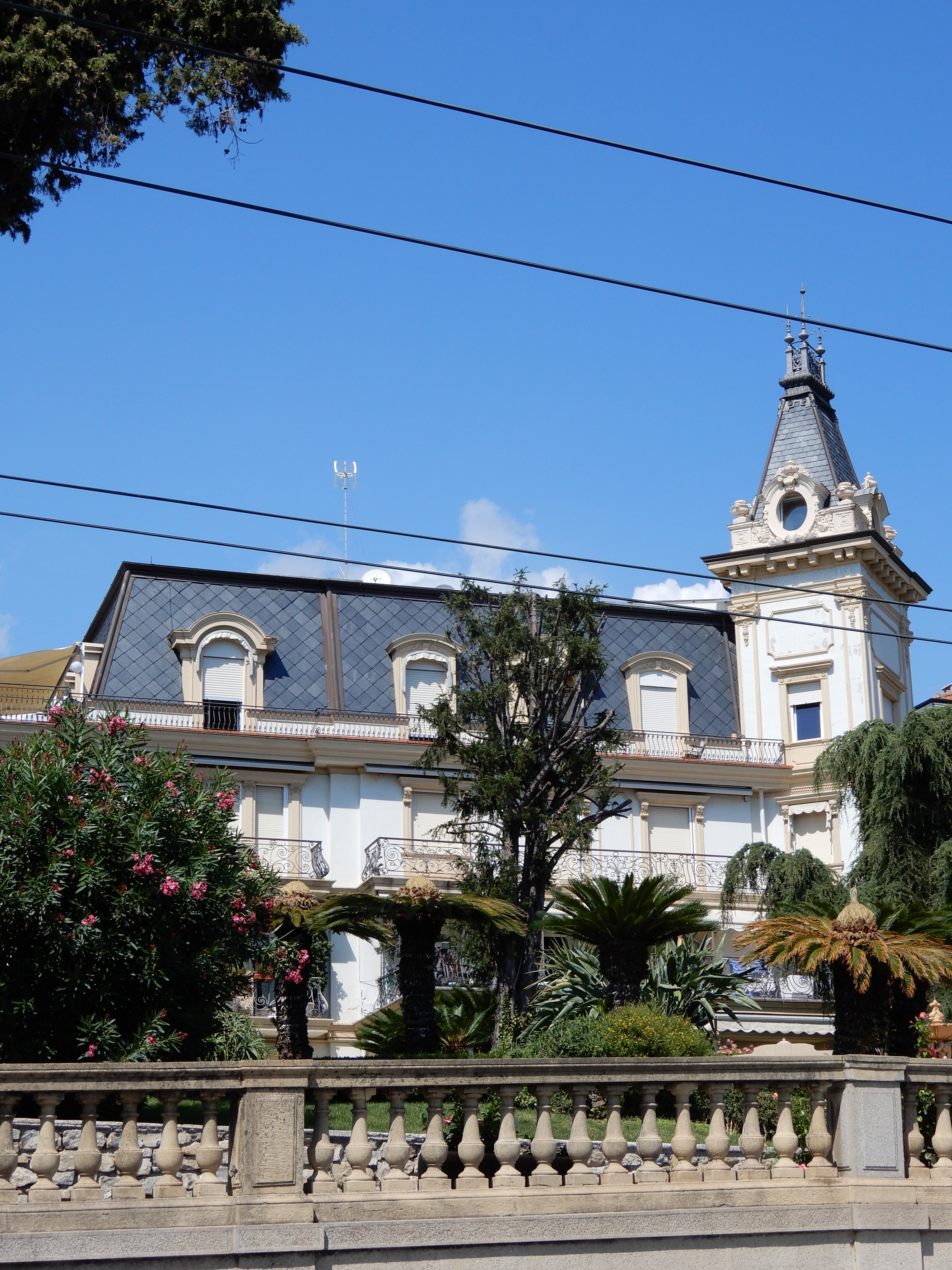
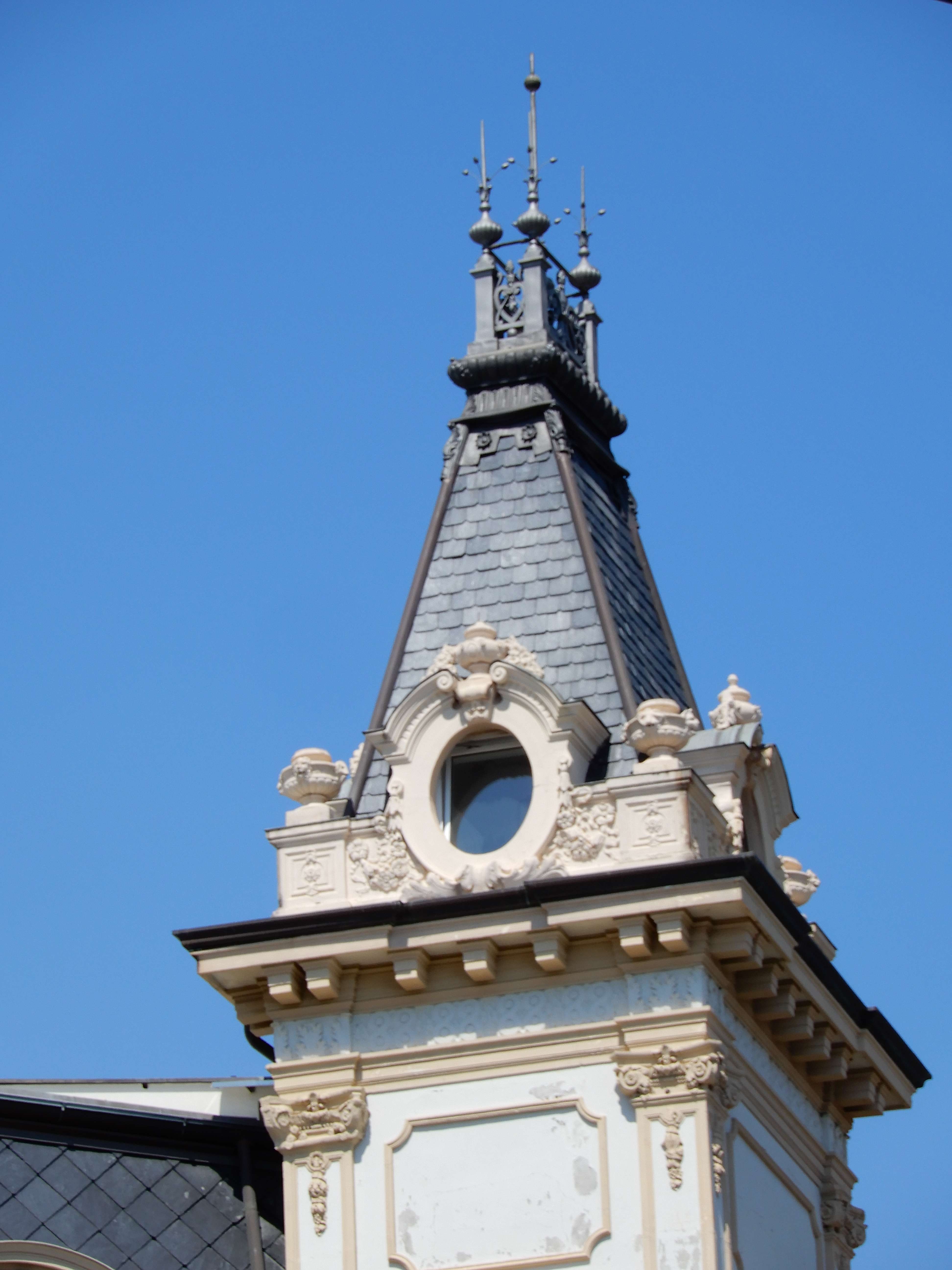